# Deej Warrick
Deej Warrick a Csillagok háborúja elképzelt univerzumának egyik ewok szereplője.

## Leírása
Deej Warrick az ewokok fajába tartozó férfi, aki a Világos fa falu (Bright Tree Village) településfa egyik harcosa. Magassága körülbelül 1 méter. Testét barna szőrzet borítja; az arcán és a lekerekített fülein a szőr világosabb. Szemszíne fekete. Fején és vállain csuklyát visel.

## Élete
Ez az ewok, akár a többi fajtársa, az Endor bolygó erdőholdján született és él. Felesége Shodu Warrick; három fiuk (Weechee, Willy, Wicket) és egy lányuk (Winda) van. Nagyapja a nagy harcos, Erpham Warrick volt, akiről feltételezik, hogy Erő-érzékeny is volt.
Egyszer, amikor a fiaival halászni volt, véletlenül megvágta magát egy halálos rokna fagombával. Azonban szerető felesége gondozásának és Logray sámán főzelékének köszönhetően Deej helyrejött.
Miközben a két nagyobbik fiát keresi, meglátja a Towani család lezuhant űrhajóját. Később pedig Mace és Cindel Towaninak segít kiszabadítani a szüleiket egy gorax fogságából.

## Megjelenése a filmekben, rajzfilmekben
Wicket édesapját „A bátrak karavánja” (The Ewok Adventure) és a „Harc az Endor bolygón” (Ewoks: The Battle for Endor) című filmekben láthatjuk. A „ Star Wars: Ewoks” rajzfilmsorozat néhány részében is szerepel.

## Fordítás
- Ez a szócikk részben vagy egészben a Deej Warrick című Wookieepedia-szócikk fordítása. Az eredeti cikk szerkesztőit annak laptörténete sorolja fel.